# Парпаница (Васлуј)
Парпаница (рум. Parpanița) насеље је у Румунији у округу Васлуј у општини Негрешти. Oпштина се налази на надморској висини од 120 m.

## Становништво
Према подацима из 2002. године у насељу је живело 605 становника, од којих су сви румунске националности.